# Els misteris de Lolita
Els misteris de Lolita (títol original en italià, Le indagini di Lolita Lobosco) és una sèrie de televisió italiana emesa a la Rai 1 a partir del 21 de febrer de 2021. És dirigit per Luca Miniero (primera i segona temporada) i Renato De Maria (tercera temporada), i està escrit per Massimo Gaudioso, Daniela Gambaro i Massimo Reale. La produeixen Rai Fiction, Bibi Film TV i Zocotoco, amb la col·laboració de l'Apulia Film Commission. S'inspira lliurement en la sèrie de novel·les homònimes de Gabriella Genisi la protagonista de la qual és Lolita Lobosco, subcomissària de policia de Bari. S'ha doblat al valencià per a À Punt, que va estrenar-la el 7 d'abril de 2024.

## Sinopsi
La subcomissària Lolita Lobosco torna a la ciutat de Bari per dirigir un equip d'homes. En un món tossudament masculinitzat, la Lolita opta per seguir sent ella mateixa sense reprimir el seu encant i bellesa. De fet, utilitza aquestes qualitats per reafirmar-se i lluitar contra els prejudicis.

## Llista d'episodis

### Primera temporada (2021)
| Núm. total | Núm. de la temporada | Títol                               | Data d'emissió original | Data d'emissió a À Punt |
| ---------- | -------------------- | ----------------------------------- | ----------------------- | ----------------------- |
| 1          | 1                    | «La circumferència de les taronges» | 21 de febrer de 2021    | 7 d'abril de 2024       |
| 2          | 2                    | «Només per als meus ulls»           | 28 de febrer de 2021    | 14 d'abril de 2024      |
| 3          | 3                    | «Espagueti a l'assassina»           | 7 de març de 2021       | 21 d'abril de 2024      |
| 4          | 4                    | «Joc perillós»                      | 14 de març de 2021      | 28 d'abril de 2024      |

### Segona temporada (2023)
| Núm. total | Núm. de la temporada | Títol                    | Data d'emissió original | Data d'emissió a À Punt |
| ---------- | -------------------- | ------------------------ | ----------------------- | ----------------------- |
| 5          | 1                    | «Mar negra»              | 8 de gener de 2023      | 12 de maig de 2024      |
| 6          | 2                    | «L'scammaro enverinat»   | 15 de gener de 2023     | 13 de desembre de 2024  |
| 7          | 3                    | «Visca els nóvios»       | 22 de gener de 2023     | 20 de desembre de 2024  |
| 8          | 4                    | «La mirada de Luca/Lluc» | 29 de gener de 2023     | 27 de desembre de 2024  |
| 9          | 5                    | «La caça del monstre»    | 5 de febrer de 2023     | 3 de gener de 2025      |
| 10         | 6                    | «L'últim acte»           | 12 de febrer de 2023    | 10 de gener de 2025     |

### Tercera temporada (2024)
| Núm. total | Núm. de la temporada | Títol              | Data d'emissió original | Data d'emissió a À Punt |
| ---------- | -------------------- | ------------------ | ----------------------- | ----------------------- |
| 11         | 1                    | «Volo pindarico»   | 4 de març de 2024       | Sense anunciar          |
| 12         | 2                    | «Se vuoi morir»    | 11 de març de 2024      | Sense anunciar          |
| 13         | 3                    | «Terrarossa»       | 18 de març de 2024      | Sense anunciar          |
| 14         | 4                    | «Un brutto affare» | 25 de març de 2024      | Sense anunciar          |

## Producció

### Rodatge

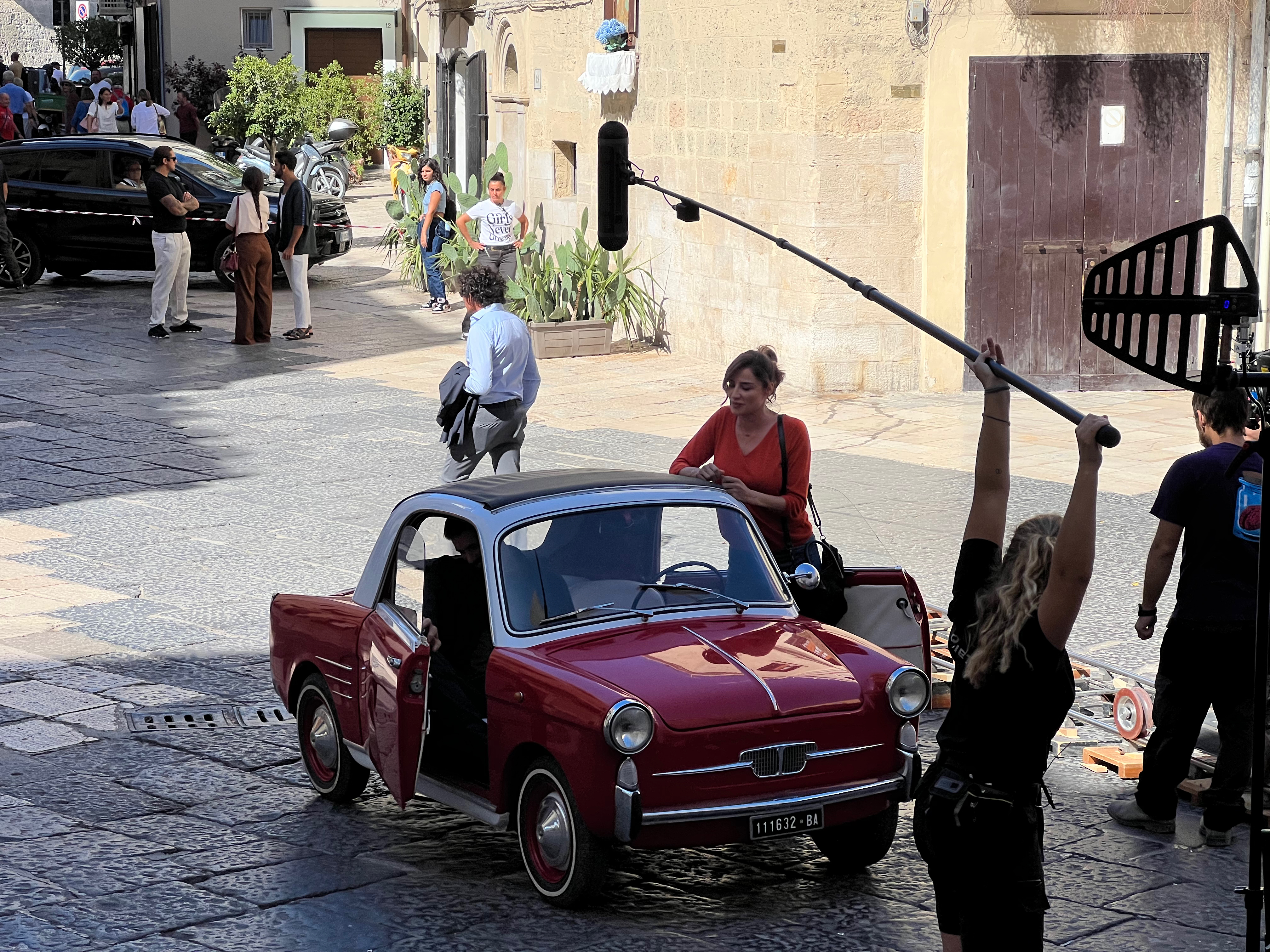
Filmació davant de la catedral de Sant Sabí, a Bari.

El rodatge de la primera temporada va començar el 13 de juliol de 2020. Els llocs de rodatge inclouen Bari, Monopoli, Polignano a Mare, Putignano, Fasano i Roma.

### Renovació
El març de 2021 es va anunciar la renovació d'una segona temporada, que va començar oficialment el 8 de gener de 2023.
El rodatge de la tercera temporada va començar el 16 de setembre de 2023 i va durar fins al 28 d'octubre. Els 4 episodis es van emetre a partir del 4 de març de 2024.